# Воррен (Орегон)
Воррен (англ. Warren) — переписна місцевість (CDP) в США, в окрузі Колумбія штату Орегон. Населення — 1870 осіб (2020).

## Географія
Воррен розташований за координатами 45°48′58″ пн. ш. 122°52′58″ зх. д. / 45.81611° пн. ш. 122.88278° зх. д. (45.816024, -122.882741).  За даними Бюро перепису населення США в 2010 році переписна місцевість мала площу 16,42 км², з яких 16,31 км² — суходіл та 0,11 км² — водойми.

## Демографія
Згідно з переписом 2010 року, у переписній місцевості мешкало 1787 осіб у 705 домогосподарствах у складі 551 родини. Густота населення становила 109 осіб/км².  Було 730 помешкань (44/км²).
Расовий склад населення:
| - 93,6 % — білих - 1,2 % — азіатів - 1,0 % — корінних американців - 0,3 % — чорних або афроамериканців - 0,1 % — вихідців з тихоокеанських островів - 1,2 % — осіб інших рас |

До двох чи більше рас належало 2,7 %. Частка іспаномовних становила 2,9 % від усіх жителів.
За віковим діапазоном населення розподілялося таким чином: 18,5 % — особи молодші 18 років, 64,2 % — особи у віці 18—64 років, 17,3 % — особи у віці 65 років та старші. Медіана віку мешканця становила 48,9 року. На 100 осіб жіночої статі у переписній місцевості припадало 100,8 чоловіків;  на 100 жінок у віці від 18 років та старших — 100,8 чоловіків також старших 18 років.
Середній дохід на одне домашнє господарство  становив 80 410 доларів США (медіана — 65 625), а середній дохід на одну сім'ю — 89 471 долар (медіана — 69 167). Медіана доходів становила 67 500 доларів для чоловіків та 42 727 доларів для жінок. За межею бідності перебувало 0,9 % осіб, у тому числі 0,0 % дітей у віці до 18 років та 0,0 % осіб у віці 65 років та старших.
Цивільне працевлаштоване населення становило 815 осіб. Основні галузі зайнятості: науковці, спеціалісти, менеджери — 18,5 %, освіта, охорона здоров'я та соціальна допомога — 17,1 %, роздрібна торгівля — 12,5 %, будівництво — 10,1 %.